# St. Jodokus (Strümpfelbach)

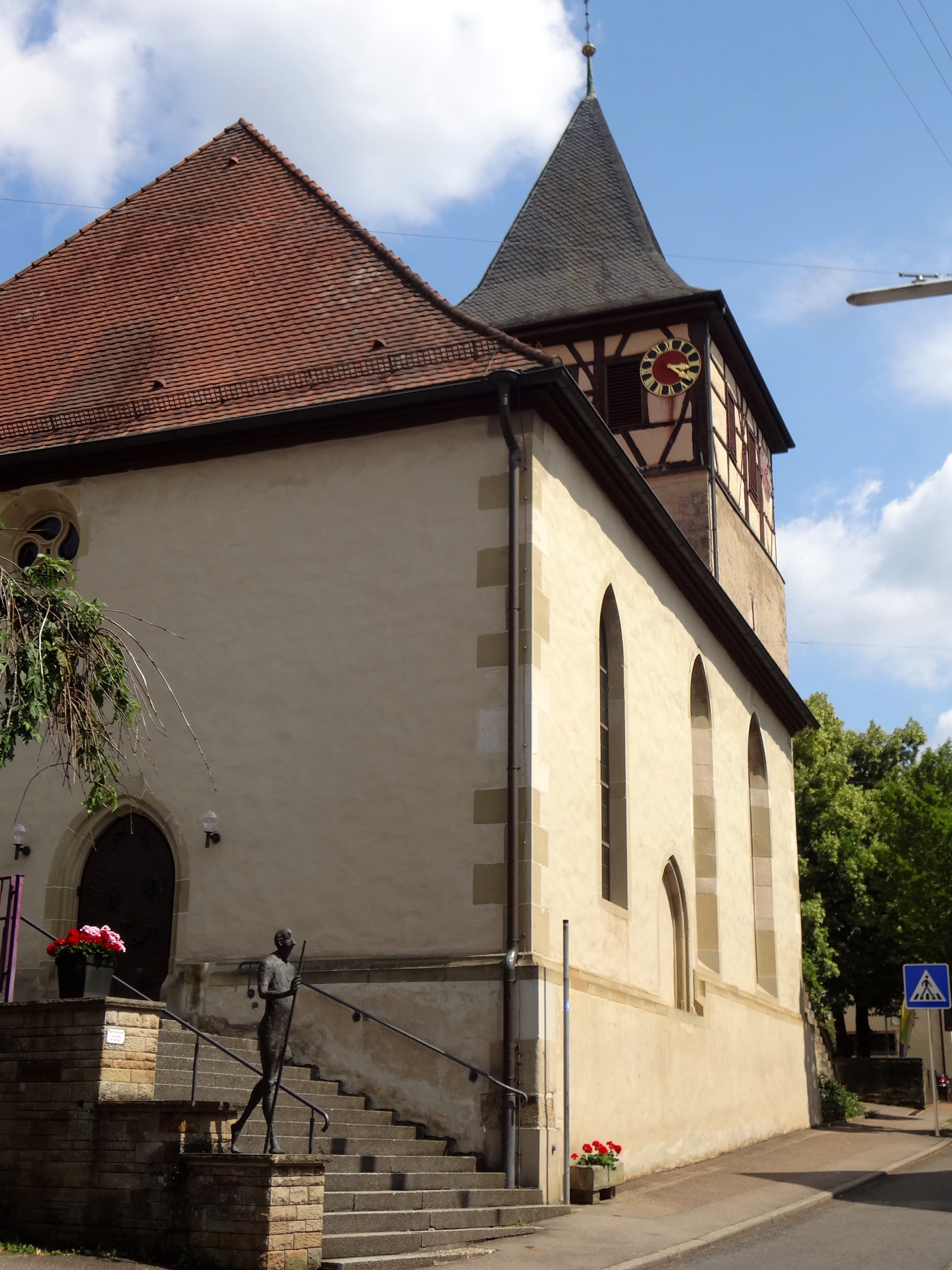
St. Jodokus in Strümpfelbach

Die evangelische Pfarrkirche St. Jodokus steht in Strümpfelbach, einem Stadtteil der Großen Kreisstadt Weinstadt im Rems-Murr-Kreis in Baden-Württemberg. Das Bauwerk ist beim Landesamt für Denkmalpflege Baden-Württemberg als Baudenkmal eingetragen. Die Kirchengemeinde gehört zum Kirchenbezirk Waiblingen der Evangelischen Landeskirche in Württemberg.

## Beschreibung

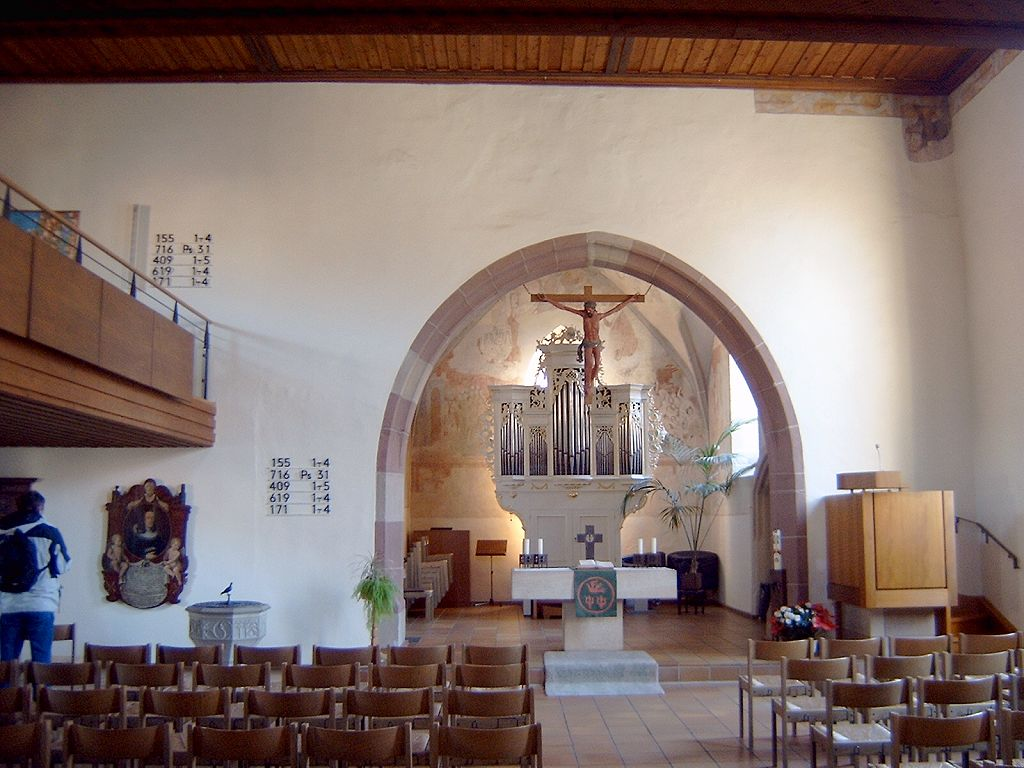
Blick zum Chor

Die spätgotische Saalkirche besteht aus einem Chorturm im Südosten des Langhauses, das 1784 nach Nordosten erweitert wurde. Seitdem befindet sich der Chorbogen nicht mehr in der Längsachse des Bauwerks. Der Innenraum des Chors, also das Erdgeschoss des Chorturms, ist mit einem Kreuzrippengewölbe überspannt. Der Chorturm wurde mit einem Geschoss aus Holzfachwerk aufgestockt, das die 1756 erneuerte Turmuhr und den Glockenstuhl mit vier Kirchenglocken beherbergt, und mit einem Pyramidendach bedeckt. 
Ein Fresko an der Decke des Langhauses entstand um 1470. Von Georg Friedrich List wurde 1698 ein Wandbild von Martin Luther geschaffen.